# Keir Starmer

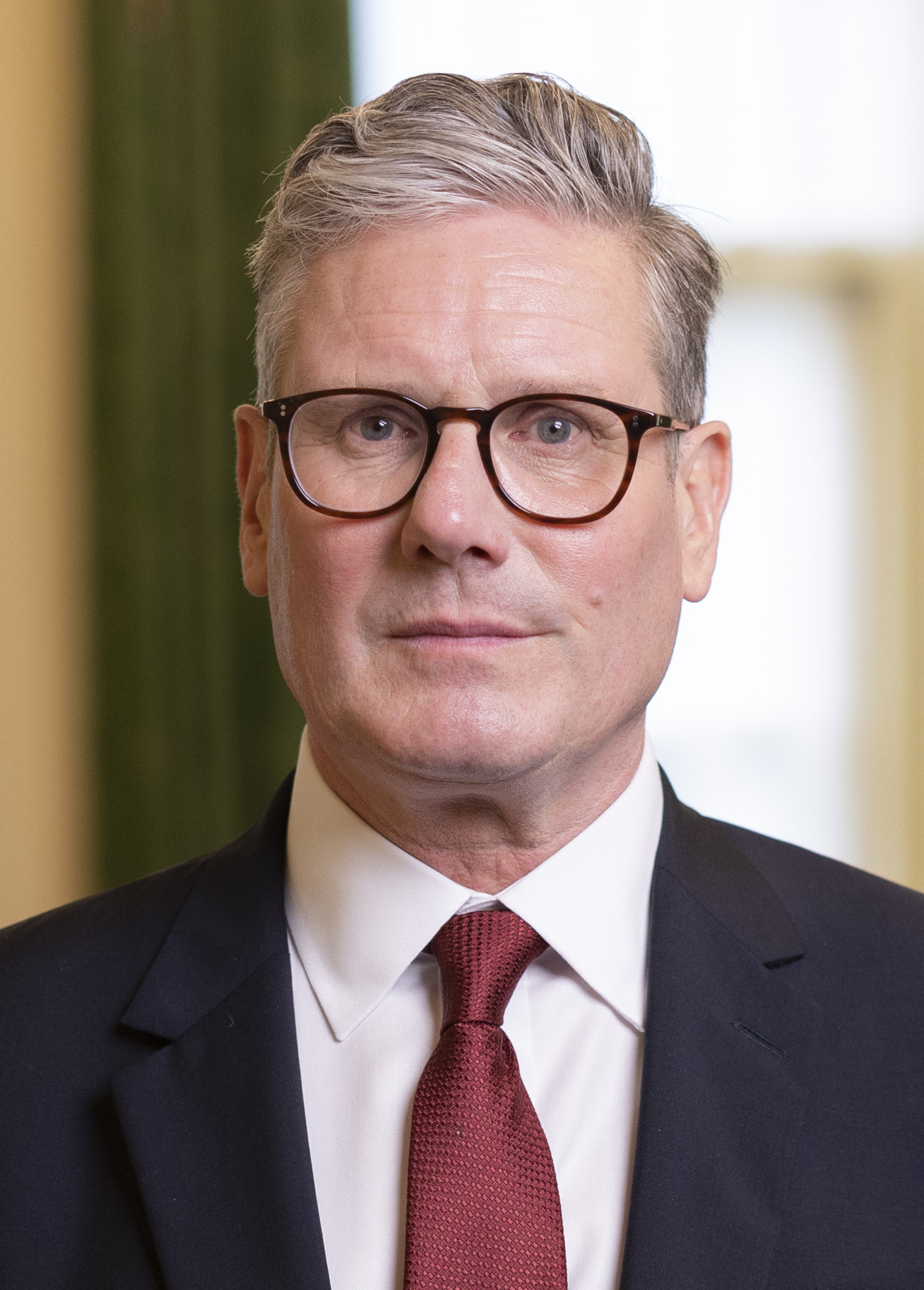
Keir Starmer (2024)

Sir Keir Rodney Starmer [kɪə ˈstaːmə] KCB, KC, PC (* 2. September 1962 in Southwark, London) ist ein britischer Anwalt und Politiker (Labour Party). Seit dem 5. Juli 2024 ist er Premierminister des Vereinigten Königreiches.
Als Mitglied des britischen Parlamentes vertritt er dort seit 2015 den Londoner Wahlkreis Holborn and St Pancras, der als ein sicherer Labour-Wahlkreis gilt. Diesen konnte er in den Unterhauswahlen 2019 und 2024 verteidigen. Starmer ist seit dem 4. April 2020 Vorsitzender der Labour Party.

## Leben

### Ausbildung und berufliche Karriere
Keir Starmer ist das zweite von vier Kindern einer Krankenschwester und eines Werkzeugmachers. Als starke Sympathisanten der Labour Party benannten sie Keir nach dem ersten Parteiführer der Partei, Keir Hardie. Starmer wuchs in Oxted auf, sein Vater war an verschiedenen Orten (u. a. in den Grafschaften Surrey und Kent) als Selbstständiger im Werkzeughandel tätig. Durch gute schulische Leistungen erlangte er Zugang zur Grammar School (vergleichbar mit dem deutschen Gymnasium). Nach dem Schulabschluss studierte er Rechtswissenschaft an der University of Leeds, wo er zum Bachelor of Laws (LLB) graduierte, anschließend erwarb er an der Universität Oxford den Bachelor of Civil Law (BCL). 1987 wurde er als Anwalt zugelassen.
Als Anwalt verteidigte er unterschiedliche Klientel, oft pro bono; sowohl Friedens- und Umweltaktivisten als auch Soldaten und Terrorverdächtige. Ab 2003 war er Menschenrechtsberater der Polizeibehörde von Nordirland (Northern Ireland Policing Board). Im selben Jahr prangerte er die Beteiligung des Vereinigten Königreichs am Irakkrieg an, die von seinem Parteifreund und damaligen Premierminister Tony Blair bewilligt wurde.
Von 2008 bis 2013 war er Direktor des Crown Prosecution Service, der britischen Staatsanwaltschaft. In dieser Zeit betrieb er die Strafverfolgung gegen den Minister für Energie und Klimawandel Chris Huhne, die zu dessen Rücktritt führte. Außerdem verschärfte er die Strafverfolgung von Jugendlichen. So verloren Verdächtige unter 18 Jahren ihr Recht auf Anonymität in der Presse. Am Ende dieser fünfjährigen Amtszeit wurde er zum Knight Commander of the Order of the Bath geschlagen.

### Politik

#### Politik bis zur Kandidatur um Parteivorsitz
Nach dem Rücktritt von Ed Miliband 2015 galt Starmer als Kandidat für den Labour-Parteivorsitz, trat jedoch wegen geringer parlamentarischen Erfahrung nicht an und unterstützte stattdessen Andy Burnham.
Beim EU-Mitgliedschaftsreferendum 2016 setzte er sich für den Verbleib in der Europäischen Union ein. Nach dem Referendum trat er mit zahlreichen anderen prominenten Labour-Politikern aus Protest gegen die Haltung des Parteivorsitzenden Jeremy Corbyn aus dessen Schattenkabinett aus und forderte einen Wechsel der Parteiführung. In den daraufhin anberaumten Wahlen zum Parteivorsitz unterstützte er Owen Smith gegen Corbyn. Nachdem Letzterer jedoch gewann, berief Corbyn im Oktober Starmer zum Brexit-Schattenminister (Shadow Secretary of State for Exiting the European Union). In dieser Position war er bis 2020 tätig. Von 2015 bis 2016 war er zusätzlich Immigrationsschattenminister (Shadow Immigration Minister). Starmer gab dafür seine Beraterposition bei einer auf Menschenrechtsfälle spezialisierten Rechtsanwaltskanzlei auf. Er folgte der Linie Corbyns, das Referendum zu respektieren, und stimmte daher trotz seiner proeuropäischen Haltung dafür, die Regierung zu autorisieren, den Austrittsantrag zu stellen, was im März 2017 durch Premierministerin Theresa May nach Artikel 50 des EU-Vertrages geschah. Die von May dem Parlament zur Abstimmung vorgelegten Verträge lehnte er jedoch ab. Seit 2016 sprach er sich für ein zweites Referendum über den in Vorbereitung befindlichen Brexit-Vertrag aus. Entgegen der neutralen Haltung des Parteivorsitzenden Corbyn setzte er sich für eine klare Positionierung Labours für einen EU-Verbleib ein. Gleichzeitig forderte er einen fundamentalen Wandel bei der Niederlassungsfreiheit von Arbeitnehmern in der EU und konzedierte, dass die Immigration ins Königreich zu hoch sei. Er setzte sich für eine künftige Niederlassungsfreiheit ein, während die Freizügigkeit an sich abgeändert werden solle.

#### Politik ab Kandidatur um Parteivorsitz
| Kandidat            | Stimmen | Prozent |
| ------------------- | ------- | ------- |
| Keir Starmer        | 275.780 | 56,2 %  |
| Rebecca Long-Bailey | 135.218 | 27,6 %  |
| Lisa Nandy          | 079.597 | 16,2 %  |

Am 4. Januar 2020 gab Starmer seine Kandidatur für den Vorsitz der Labour Party bekannt. Seine beiden Gegenkandidatinnen waren Rebecca Long-Bailey und Lisa Nandy. Umfragen prognostizierten ihm dabei gute Chancen, die Wahl zu gewinnen.

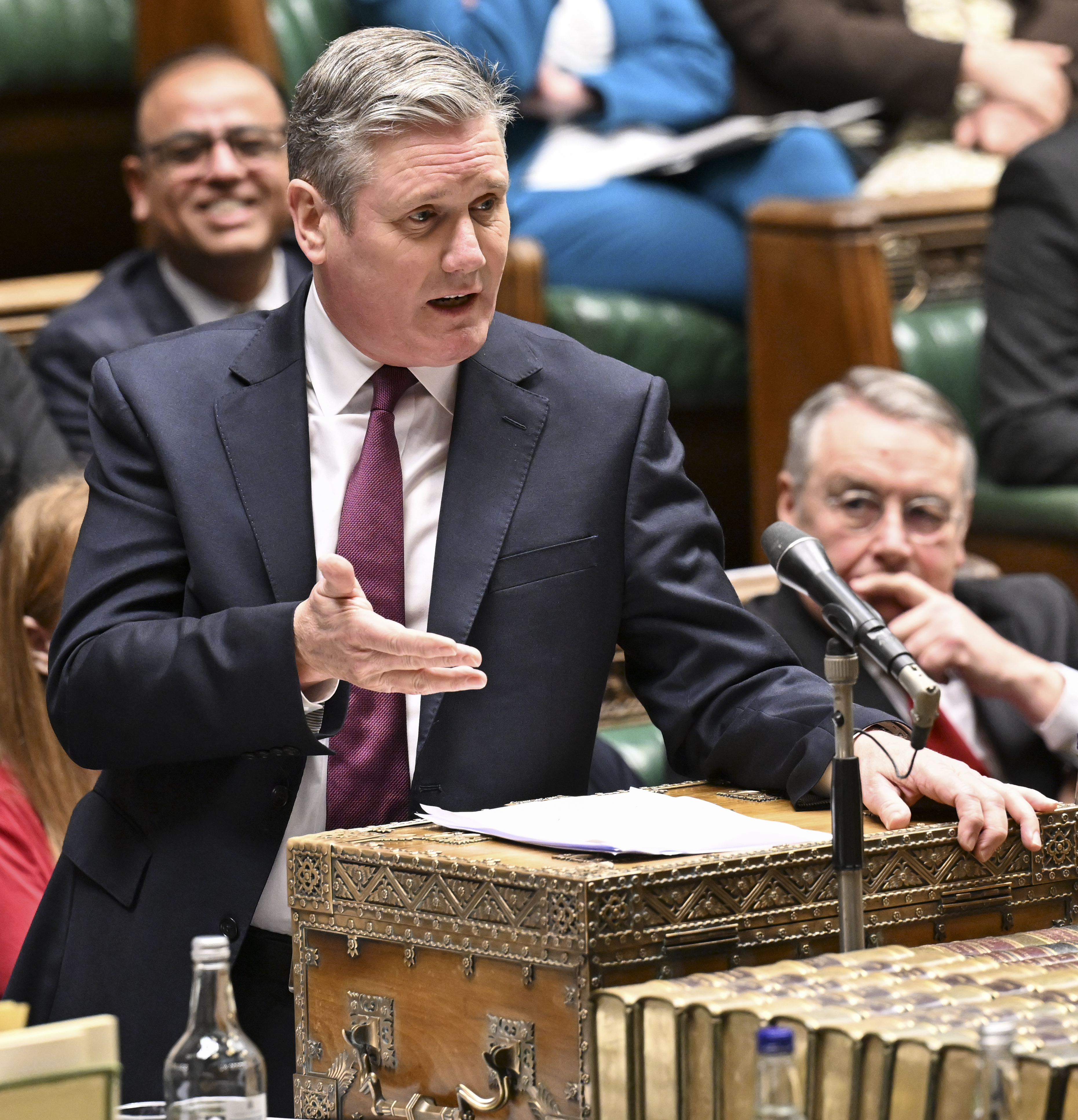
Starmer im britischen Unterhaus (2024)

Starmer galt als Vertreter mittiger und pragmatischer politischer Standpunkte – im Gegensatz zum früheren Vorsitzenden Corbyn, der mit dem mittigen Kurs der Partei gebrochen hatte, und der Konkurrentin Long-Bailey, die den Kurs Corbyns fortsetzen wollte. Andere beschrieben Starmer als Vertreter der „soften Linken“, dem Flügel der Labour-Partei, der auch Ed Miliband, Angela Rayner und Sadiq Khan angehörten. Sein früherer Kollege Gavin Millar bezeichnete ihn als einen rotgrünen Politiker, eine Umschreibung, die Starmer selbst ebenfalls akzeptierte.
Die Wahl erfolgte durch die Labour-Parteimitglieder sowie erklärte Labour-Sympathisanten und fand über drei Monate statt. Es beteiligten sich etwas über 490.000 von den 784.151 Abstimmungsberechtigten. Am 4. April 2020 wurde der Wahlsieg Starmers bekanntgegeben. Durch die zeitgleich sich abspielende, die öffentliche Aufmerksamkeit fast ausschließlich in Anspruch nehmende COVID-19-Pandemie war die Wahl zu diesem Zeitpunkt in den Hintergrund getreten.
Am nächsten Tag berief Starmer sein Schattenkabinett, in das er sowohl den früheren Parteiführer Ed Miliband als auch die beiden unterlegenen Kandidatinnen Long-Bailey und Nandy berief. Dazu installierte er mit Anneliese Dodds die erste Frau als Schatten-Schatzkanzlerin. Um zu verhindern, dass die Partei je wieder von ihrem ganz linken Flügel gekapert werden könne, änderten Starmer und seine Unterstützer interne Wahl- und Verfahrensregeln. Der Einfluss der weit überwiegend linken Parteimitglieder auf Nominierungen für Gemeinderäte oder Parlamente wurde drastisch reduziert. Aus seinem Schattenkabinett entfernte Starmer nach und nach fast alle linken und halblinken Abgeordneten. Unmittelbar nach seiner Wahl zum Parteivorsitzenden bat Starmer im Namen der Partei in seiner ersten Video-Botschaft und in einem Brief an den Deputiertenausschuss britischer Juden (Board of Deputies of British Jews) um Entschuldigung für den Antisemitismus in seiner Partei. Starmer schloss Corbyn aus der Fraktion aus, nachdem dieser Antisemitismusvorwürfe gegen die Parteilinke für aufgebauscht erklärt hatte. Im Juni 2020 entließ Starmer Rebecca Long-Bailey wegen Antisemitismus-Vorwürfen aus seinem Schattenkabinett. Erste Blitz-Umfragen auf YouGov zeigten tags darauf, dass eine Mehrheit sowohl in der Bevölkerung als auch in der Labour-Partei Starmers Entscheidung begrüßte. An Long-Baileys Stelle berief Starmer Kate Green ins Schattenkabinett.
Als Oppositionsführer kritisierte Starmer wiederholt die konservative Regierung in der COVID-19-Pandemie für ihr Missmanagement. Vor allem beklagte er die fehlenden Testkapazitäten und in dieser Hinsicht den Unterschied zwischen den Versprechungen der Johnson-Regierung und der Realität.
Diverse Wahlniederlagen bei den Regionalwahlen im Mai 2021 (u. a. in Hartlepool) wurden als Rückschlag und Verlust an Autorität für Keir Starmer gewertet. Starmer nahm mit Anschluss an die Wahlen eine Umbildung des Schattenkabinetts vor. So holte er alte Blair-Vertraute in sein Schattenkabinett. Er wurde dafür kritisiert, die Interessen der Arbeiterklasse vernachlässigt zu haben. Stattdessen gab Starmer sich betont konservativ, indem er Margaret Thatcher pries, auf Parteitagen die Nationalhymne anstimmen ließ und eine starke Senkung der Einwandererzahlen forderte. Unter seiner Parteiführung wurden dutzende anscheinend linke Parteimitglieder an einer Kandidatur für regionale oder nationale Wahlen gehindert oder von einer Wiederwahl ausgeschlossen, weil sie u. a. mit Corbyn in Verbindung standen, Israel kritisierten, sich mit Streikenden solidarisierten oder die Ausbootung von Parteimitgliedern von Wahlen an sich kritisierten. Der Regisseur und Drehbuchautor Ken Loach, der unter der Führung Corbyns noch einen Ehrenplatz in der Partei einnahm, wurde 2021 aus der Partei ausgeschlossen. Loach warf Starmer daraufhin vor, entgegen seinen Versprechen die Partei nicht einen, sondern den linken Parteiflügel vertreiben zu wollen; dies sei ihm bereits bei 120.000 ehemaligen Mitgliedern gelungen. Tatsächlich wuchs Labour während Corbyns Vorsitz auf rund 550.000 Mitglieder und zur größten Partei in Westeuropa an und verlor bis zum Jahr 2024 wieder mehr als 170.000 Mitglieder. Starmer plant laut Ken Loach einen „Rückzug von linker Innenpolitik in den Bereichen des öffentlichen Eigentums, des Wohnungsbaus, des Sozialstaats und der Umwelt“ und wolle stattdessen zurück „zur Partei von Tony Blair“.

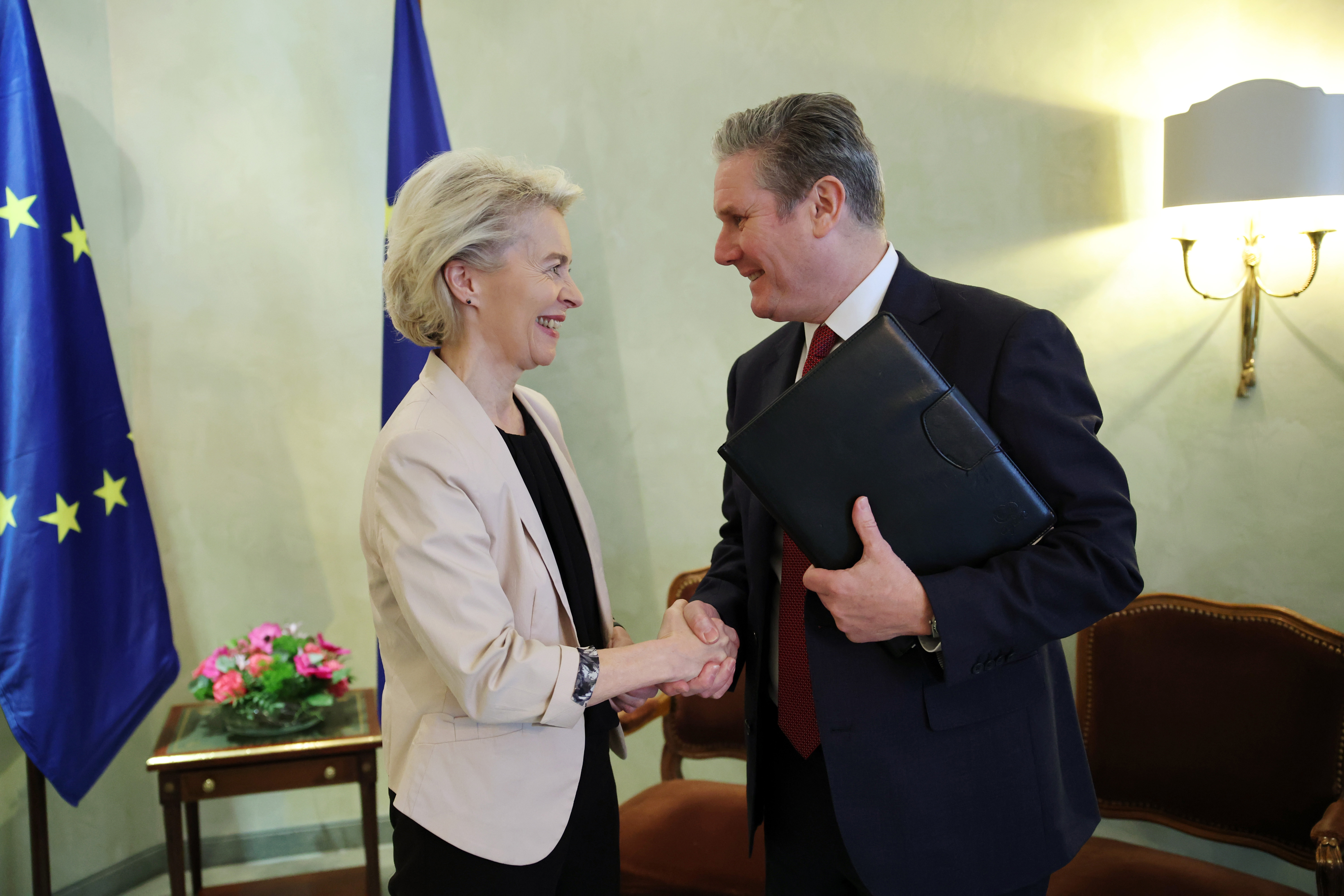
Starmer trifft EU-Kommissionspräsidentin Ursula von der Leyen auf der Münchner Sicherheitskonferenz 2024

Seinen Plan, mit Investitionen in Höhe von 28 Milliarden Pfund jährlich eine grüne Transformation der Wirtschaft einzuleiten und umzusetzen, gab Starmer auf. Auch die zehn Versprechen, die er vor seiner Wahl zum Parteivorsitz im Jahr 2020 abgegeben hatte, darunter höhere Steuern für Spitzenverdiener, die Verstaatlichung von Post-, Energie- und Wasserunternehmen, ein Ende der Privatisierungen im Gesundheitssystem, die Abschaffung von Studiengebühren und eine Beteiligung an Kriegen nur in einer absoluten Notwendigkeit, gab er mit der Begründung auf, der Krieg in der Ukraine, die Pandemie und die Haushaltspolitik der Torys hätten seine Spielräume verengt. Die Politikwissenschaftlerin Eunice Goes beschrieb 2021 seine Strategie als „ideologische Stille“ (ideological quietism), was bedeutet, dass er es versuche zu vermeiden, sich auf eine konkrete politische Agenda festzulegen und mit ideologischen Standpunkten in Verbindung gebracht zu werden, um möglichst viele unterschiedliche Wählerschichten anzusprechen und zu vereinen. Jedoch sprach sich Starmer im Jahr 2021 gegen Steuererhöhungen für Unternehmen und gegen die Unabhängigkeit Schottlands aus. Als Starmer im Zuge des im Jahr 2023 neu aufgeflammten Israel-Gaza-Kriegs Forderungen nach einem Waffenstillstand, die seine Labour-Partei in großen Teilen unterstützte, zurückwies, traten aus Protest acht Mitglieder seines Schattenkabinetts zurück.
Starmer schloss im Wahlkampf 2024 bei der britischen Unterhauswahl eine Rückkehr des Vereinigten Königreiches in die Europäische Union aus.

#### Britischer Premierminister

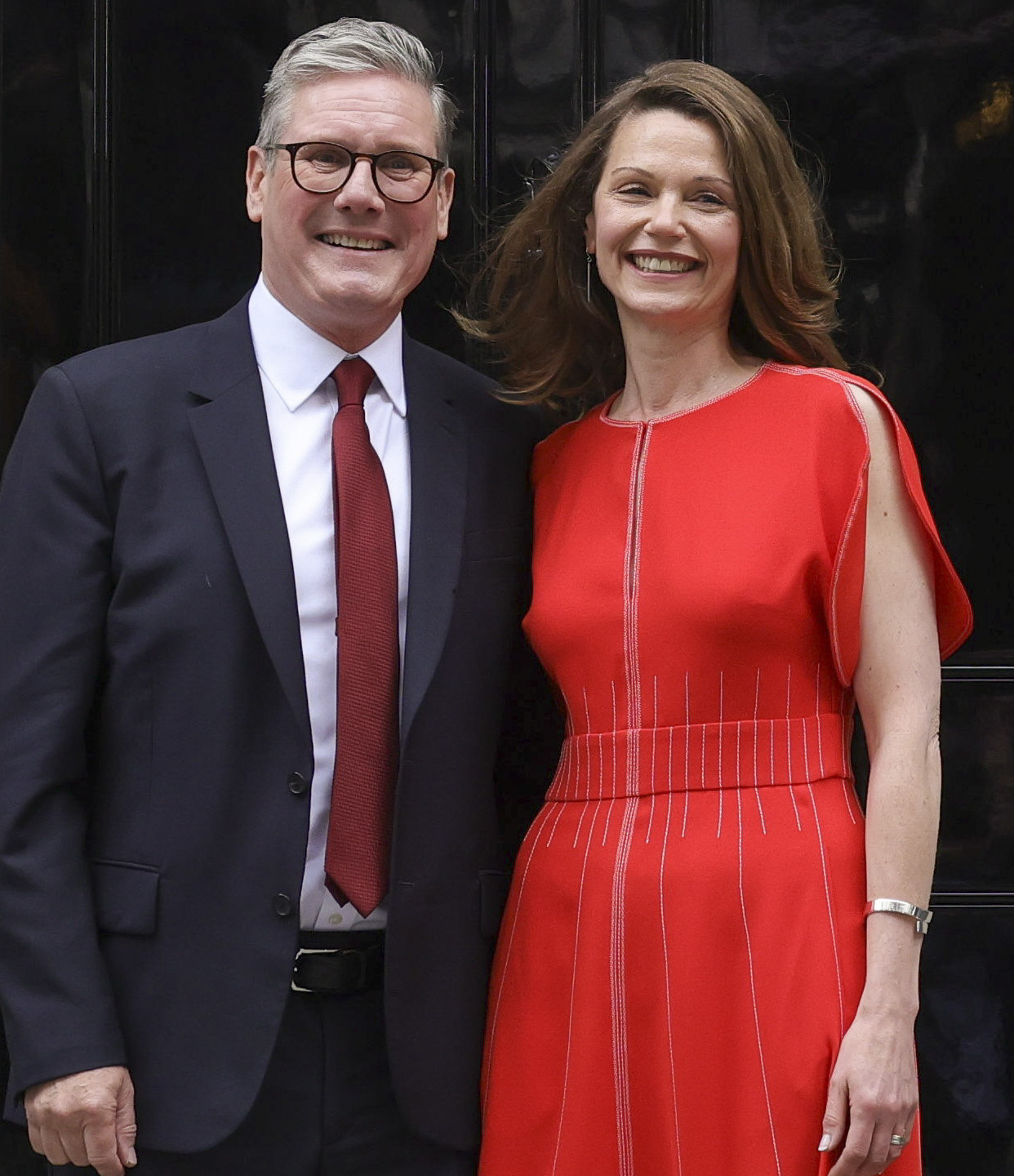
Sir Keir mit Lady Starmer vor 10 Downing Street, 5. Juli 2024

Am 5. Juli 2024 wurden Starmer als Premierminister und sein Kabinett vereidigt. Er hatte mit seiner Labour-Partei bei der britischen Unterhauswahl am 4. Juli 2024 einen Erdrutschsieg errungen und damit die 14-jährige Regierungszeit der Torys beendet. Im Wahlkampf war es Labour gelungen, die Unterstützung von 14 Zeitungen, darunter auch wirtschaftsliberalen Blättern wie dem Economist und der Financial Times und rechtsgerichteten Blättern des Murdoch-Medienkonzerns wie der Sun und der Sunday Times, zu gewinnen.
Eine seiner ersten Amtshandlungen war die Absage an ein von den Torys geplantes Migrationsverfahren, das vorsah, Migranten ohne Bleibestatus unabhängig von ihrer Herkunft nach Ruanda abzuschieben. Große Themen für Starmer und sein Kabinett sind laut Berichten überfüllte Gefängnisse, Kinderarmut und das marode Gesundheitssystem NHS.
Keir Starmer begann seine Amtszeit mit einer Tour der Teilnationen des Vereinigten Königreichs ab dem 7. Juli 2024. Er hatte sich vorgenommen, die Beziehungen zu den lokalen Regierungen neu zu starten.
Am 11. Juli 2024 besuchte Sir Keir die Vereinigten Staaten von Amerika anlässlich des NATO-Gipfeltreffens in Washington D.C.
Bei der Eröffnung des Parlaments am 17. Juli 2024 verlas Charles III. Starmers Regierungserklärung, in der 35 Gesetzesvorhaben erklärt wurden, deutlich mehr als in den vergangenen Jahren. In dieser Erklärung heißt es „Wachstum zu sichern, wird eine fundamentale Mission.“ Weiter heißt es, dass ein nationaler Energieversorger für erneuerbare Energie geschaffen werden soll und dass durch Gründung einer nationalen Bahngesellschaft (also durch Rückgängigmachen früherer Privatisierungen im Bahnbereich) der Service verbessert werden soll. Großbritannien solle seine Beziehungen zu NATO und EU stärken.
Am Tag nach der tödlichen Messerattacke in Southport am 29. Juli 2024 verurteilte Starmer die rechtsextremen Proteste. Es sprach von „rechtsextremer Gewalttätigkeit“ und sagte, die Beteiligten würden es „bereuen“.
Am 1. August versprach Starmer nach den Unruhen in Southport der Polizei seine Unterstützung. Am 4. August kündigte Starmer angesichts weiterer rechtsextremer Krawalle in mehreren Städten an, hart gegen die Randalierer vorzugehen. Am 7. August drohte Starmer mit der vollen Härte des Gesetzes, während bereits zahlreiche Randalierer verurteilt wurden. Am 13. August war die Gewalt vorerst abgeklungen, doch es bestand weiterhin die Möglichkeit, dass es zu erneuten Ausschreitungen kommen könnte. Die Unruhen hatten eine neue Intensität erreicht, und es wurde befürchtet, dass rechtsextreme Gruppen weiterhin mobilisieren könnten.
Die ersten haushaltspolitischen Schritte der Labour-Regierung zu diesem Zeitpunkt (16.8.) waren Sparmaßnahmen wie die Streichung der Heizungswinterhilfe für Rentner und das Stoppen von Infrastrukturprojekten. Gleichzeitig wurden Gehaltserhöhungen für Ärzte, Lehrer und Eisenbahner beschlossen, um Streiks zu beenden. Starmer stärkte zudem sein Image als „Law and Order“-Premier.
Vom 17. bis zum 30. August 2024 setzte Premierminister Keir Starmer innenpolitisch auf Haushaltskonsolidierung und deutete mögliche Steuererhöhungen an. Es wurden Pläne für Rauchverbote im Freien in Erwägung gezogen, um den nationalen Gesundheitsdienst zu entlasten. Außenpolitisch besuchte Starmer Berlin, wo er Gespräche mit Bundeskanzler Olaf Scholz führte. Themen waren unter anderem die bilateralen Beziehungen und eine mögliche militärische Zusammenarbeit im Rahmen der NATO. Starmer strich zudem den millionenschweren Vertrag für die Nutzung von Regierungshubschraubern, den sein Vorgänger Rishi Sunak häufig genutzt hatte. Dies war Teil der angekündigten Haushaltskürzungen.
Im September 2024 traf der britische Premierminister Keir Starmer mehrere wichtige Entscheidungen. Er reiste nach Dublin, um mit dem irischen Premierminister einen Neustart der bilateralen Beziehungen zu fördern. Dabei beschlossen beide Länder die Einrichtung eines jährlichen Gipfels für Handel und Kooperation. Wenige Tage später stellte die britische Regierung unter ihm eine Reform des House of Lords vor, die den Ausschluss von Erbadeligen aus dem Oberhaus vorsah. Diese Maßnahme galt als eine der größten Verfassungsänderungen seit Jahrzehnten. Mitte des Monats setzte die Labour-Regierung die Kürzung der Heizkostenhilfe für Rentner wie angekündigt im Parlament durch, was zu breiter Kritik führte und sich negativ auf Starmers Beliebtheitswerte auswirkte.
Im November 2024 rief Starmer auf der UN-Klimakonferenz das Ziel aus, die Treibhausgasemissionen seines Landes bis 2035 um mindestens 81 Prozent im Vergleich zu 1990 zu senken. Außerdem kündigte Starmer an, bis zur nächsten Wahl 1,5 Millionen Häuser bauen und 150 große Infrastrukturprojekte umsetzen zu lassen, 13.000 neue Polizisten einstellen zu lassen, das marode Gesundheitssystem zu reformieren (sodass laut Starmer 92 Prozent aller Patienten innerhalb von 18 Monaten behandelt werden), Kinder besser betreut werden (sodass drei Viertel aller Fünfjährigen als „bereit für die Schule“ eingestuft werden) und spätestens ab 2030 insgesamt 95 Prozent der Energie aus grünen Quellen gewonnen wird.
Am 16. Januar 2025 unterzeichnete Starmer in Kyjiw gemeinsam mit dem Präsident der Ukraine, Wolodymyr Selenskyj, „eine 100-jährige Partnerschaft“, die die bilateralen Beziehungen im Verteidigungsbereich stärken soll und weitere Militärhilfe vorsieht.
Im Juni 2025 versuchte Starmer zusammen mit seiner Finanzministerin Rachel Reeves durch geplante Kürzungen bei Behinderten- und Sozialhilfe umgerechnet mehr als sechs Milliarden Euro einzusparen, um die von der Vorgängerregierung übernommene desaströse Haushaltslage zu verbessern. An der Umsetzung des Vorhabens scheiterten sie aufgrund des Widerstands von mehr als 120 Abgeordneten aus ihrer Partei.

### Privates
Bis zum Umzug in die Downing Street 10 wohnte die Familie in Kentish Town im Norden Londons. Starmer spielt Fußball im örtlichen Verein. Außerdem schwimmt er gerne. Mit seiner Frau Victoria Alexander, einer Rechtsanwältin (Solicitor), die er 2007 heiratete, hat er einen Sohn und eine Tochter. Die Kinder werden im jüdischen Glauben, der Religionszugehörigkeit seiner Frau, erzogen.
Starmer ist Pescetarier, seine Frau Vegetarierin. Das Ehepaar hat beide Kinder ebenfalls als Vegetarier erzogen.

## Titel und Auszeichnungen
- Ernennung zum Kronanwalt (Queen’s Counsel) im Jahr 2002[68]
- Im Zuge der New Year Honours wurde er von der britischen Königin 2014 zum Knight Commander des Order of the Bath geschlagen[69]
- Vereidigung als Mitglied des Privy Council im Jahr 2017[8]
- Ehrendoktorwürden der Universitäten Essex, Leeds, East London, London SE, Reading und Worcester
- Honorary Fellowship in der St. Edmund Hall in Oxford[68]

## Veröffentlichungen
- Justice in Error, Blackstone Press, 1993, ISBN 1-85431-234-0 (mit C. Walker)
- The Three Pillars of Liberty, Routledge, 1996, ISBN 0-415-09641-3 (mit F. Klug und S. Weir)
- European Human Rights Law, Legal Action Group, 1999, ISBN 0-905099-77-X.
- Criminal Justice, Police Powers And Human Rights, Blackstone, 2001, ISBN 1-84174-138-8 (mit M. Strange und Q. Whitaker)